# Лимити (Кјети)
Лимити (итал. Limiti) је насеље у Италији у округу Кјети, региону Абруцо.
Према процени из 2011. у насељу је живело 95 становника. Насеље се налази на надморској висини од 342 м.